# Mistrovství Evropy v ledním hokeji žen 1989
Mistrovství Evropy v ledním hokeji žen 1989 byl turnaj v ledním hokeji, který se konal od 4. do 9. dubna 1989 v Düsseldorfu a v Ratingenu v Západním Německu. Jednalo se o první mistrovství Evropy v ledním hokeji žen. Na turnaj se přihlásilo deset družstev. Šest postoupilo přímo a čtyři se střetla v kvalifikaci o dvě zbývající volná místa. Osm účastníků hrálo ve dvou skupinách jednokolově každý s každým, poté první dvě mužstva ze skupin postoupila do semifinále, zbylá mužstva hrála o 5.-8. místo. Vítězství si připsali hráčky Finska před hráčkami Švédska a domácími hráčkami Západního Německa.

## Kvalifikace
Přímo na turnaj se kvalifikovalo šest nejsilnějších týmů podle dosavadních výsledků, což byly abecedně Dánsko, Finsko,
Norsko, Švédsko, Švýcarsko a domácí Západní Německo. Kvalifikaci absolvovali týmy Československa, Francie,
Nizozemska a Spojeného království. Kvalifikace proběhla v březnu 1989.

### Výsledky
|  | Chelmsford (6. 3. 1989) | Velká Británie | 2:4 | Nizozemsko |
|  | Chelmsford (7. 3. 1989) | Velká Británie | 2:4 | Nizozemsko |
|  | Plzeň (18. 3. 1989)     | Československo | 1:1 | Francie    |
|  | Beroun (19. 3. 1989)    | Československo | 4:1 | Francie    |

## Hlavní turnaj

### Základní skupiny
|     | Skupina A       | Švédsko | Norsko          | Švýcarsko | Nizozemsko     | V | R | P | VG | OG | B |
| A1. | Švédsko         | ***     | 2:0             | 10:3      | 12:0           | 3 | 0 | 0 | 24 | 3  | 6 |
| A2. | Norsko          | 0:2     | ***             | 4:4       | 14:0           | 1 | 1 | 1 | 18 | 6  | 3 |
| A3. | Švýcarsko       | 3:10    | 4:4             | ***       | 17:1           | 1 | 1 | 1 | 24 | 15 | 3 |
| A4. | Nizozemsko      | 0:12    | 0:14            | 1:17      | ***            | 0 | 0 | 3 | 1  | 43 | 0 |
|     | Skupina B       | Finsko  | Západní Německo | Dánsko    | Československo | V | R | P | VG | OG | B |
| B1. | Finsko          | ***     | 5:0             | 18:0      | 34:0           | 3 | 0 | 0 | 57 | 0  | 6 |
| B2. | Západní Německo | 0:5     | ***             | 2:0       | 15:0           | 2 | 0 | 1 | 17 | 5  | 4 |
| B3. | Dánsko          | 0:18    | 0:2             | ***       | 6:0            | 1 | 0 | 2 | 6  | 20 | 2 |
| B4. | Československo  | 0:34    | 0:15            | 0:6       | ***            | 0 | 0 | 3 | 0  | 55 | 0 |

### Semifinále
|  | 1. semifinále | Finsko    | 9:1 | Norsko          |
|  | 2. semifinále | Švédsko   | 4:3 | Západní Německo |
|  | 5. - 8. místo | Dánsko    | 2:1 | Nizozemsko      |
|  | 5. - 8. místo | Švýcarsko | 9:3 | Československo  |

### Finále a zápasy o umístění
|    | Finále          | Finsko          | Švédsko    |
| 1. | Finsko          | ***             | 7:1        |
| 2. | Švédsko         | 1:7             | ***        |
|    | o 3. místo      | Západní Německo | Norsko     |
| 3. | Západní Německo | ***             | 2:1        |
| 4. | Norsko          | 1:2             | ***        |
|    | o 5. místo      | Švýcarsko       | Dánsko     |
| 5. | Švýcarsko       | ***             | 3:1        |
| 6. | Dánsko          | 1:3             | ***        |
|    | o 7. místo      | Československo  | Nizozemsko |
| 7. | Československo  | ***             | 7:1        |
| 8. | Nizozemsko      | 1:7             | ***        |

## Postup na mistrovství světa
Prvních pět celků si zajistilo postup na první mistrovství světa v ledním hokeji žen, které se konalo v následujícím roce 1990. Byli to týmy Finska, Švédska, Západního Německa, Norska a Švýcarska.